# استقلاب الكالسيوم

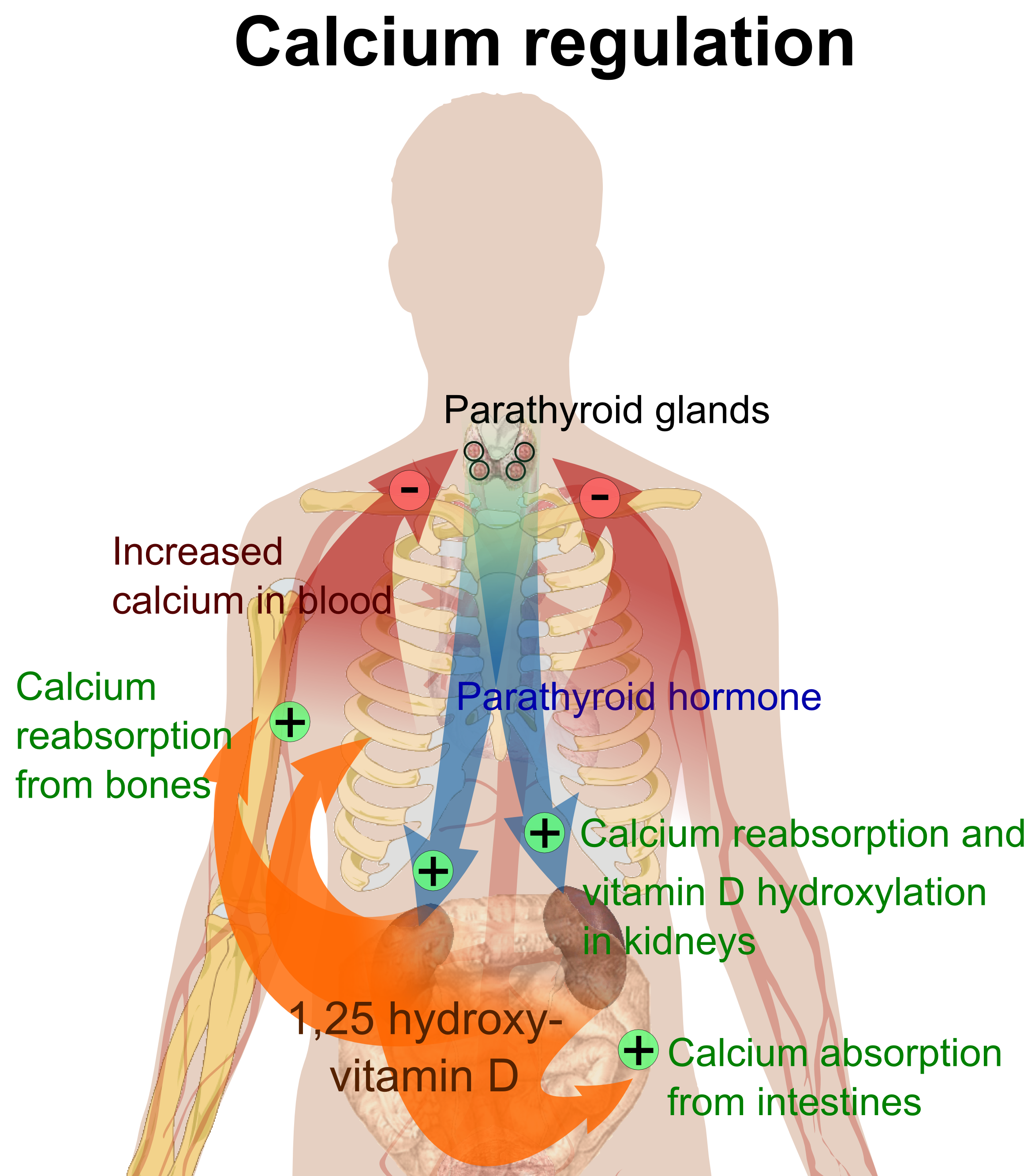

استقلاب الكالسيوم (أو أيض الكالسيوم) هو مجموع العمليات الحيوية داخل جسم الإنسان التي تضمن حدوث عملية استقلاب لأيونات الكالسيوم بالشكل الذي يضمن تنظيم مستويات التركيز سواء في القناة الهضمية أو الكليتين وكذلك في بلازما الدم. تمثل العظام في جسم الإنسان مراكز تخزين للكالسيوم، والتي هي في حالة تجدد مستمرة.
يعد مستوى أيونات الكالسيوم في بلازما الدم من المؤشرات الحيوية المهمة، إذ أن ضبط المستوى ضمن مجال ضيق أمر مهم للوصول إلى حالة الاستتباب. يضبط مستوى الكالسيوم في بلازما الدم بتاثير هرمون جار الدرقي والكالسيتونين.